# 柳树湾街道
柳树湾街道，是中华人民共和国江苏省淮安市清江浦区下辖的一个乡镇级行政单位。

## 行政区划
柳树湾街道下辖以下地区：
城西社区、富丽花园社区、西安路社区、西郊社区、富强社区和朝阳社区。